# ムジカ・ポエティカ
ムジカ・ポエティカ（羅: Musica Poetica）は、カール・オルフの音楽作品群。

## 概要
1930年代初期、ミュンヘンのギュンターシューレで門下生グニルト・キートマン（Gunild Keetman）と共に音楽の教鞭をとっていたオルフは、教育用の音楽として「シュールヴェルク」（Schulwerk、教育音楽）と題した作品を書いた。その中には声楽や器楽のさまざまな組み合わせによる5巻からなる「子供のための音楽」がある。
共同制作のかたちで、1950年から1954年にかけて、シュールヴェルクをムジカ・ポエティカとしてまとめた。彼の音楽教育についての見解は、世界各国の音楽教育者に受け入れられ、普及している。

## 基本理念
子供達は実際の演奏に参加することで、音楽の楽しさを体験しながら成長してゆく必要があること。子供の成育過程では、リズム楽器を重視していくのが賢明な選択と判断していること。しかし、もちろん子供の音楽的発達は、リズム、動作、音色、メロディー、ハーモニーが同時進行して総合的に、行われるような教育によって達成されなければならないこと。その為には、高度な技術が要求されるような、大人の為の楽器は使わず、言葉として発する肉声と身近な打楽器を利用する。子供達は、演奏に参加する事で音楽の楽しさを味わうが、作品の始めの方は、楽器も、音階も少ないため、特別な教育を受けなくても、仲間との合奏に親しむように工夫されている。そして、子供達は、いつの間にか、より技術を要する楽器に魅せられるようになっていく。
この作品群は、子供達と一緒になって出来上がる曲の集大成と言えるものである。どの楽器を使用するかは、国によってあるいは教師によって様々だが、レコードの解説書による楽器とその編成の例をあげる。
- 太鼓（drums）…1つの太鼓に対してフェルトを張ったバチを2本使う
- 木琴（アルト）（Alto xylophone）
- 木琴（ソプラノ）（soprano xylophone）
- 木琴（バス）（bass xylophone）
- トライアングル
- ハンドドラム（Hand drum）
- タンブリン
- グロッケンシュピール（アルト）（Alto glockenspiel）…木琴（アルト）と同じ音域のもの
- グロッケンシュピール（ソプラノ）（Soprano glockenspiel）
- シンバル（小）
- スレイベル…鈴を複数個つなげたもの
- サンドラトル（Sand rattle）…カスタネットのようなカタカタ音がする
- ウッドブロックと硬いフェルトのヘッドのついた棒（hard felt stick）
- ヴィオラ・ダ・ガンバ …持続低音として主に開放弦（6弦）を使う
- 鉄琴（Metallophone）
- 大きなグロッケンシュピール（Large glockenspil）…木琴バス同じ音域

楽器だけを使用した曲、言葉（肉声）だけの曲、様々な編成で演奏されるように作られている。どの曲も聴いていて楽しめるものだが、日本で言う「わらべ歌」という感じの易しい作品、古くからのイギリスの伝承童謡《マザー・グースのメロディー》、オーストリアやドイツの民話《子供の魔法の角笛》からのテキスト、あるいは16世紀作者不明の詩、子守唄、その他多数が作品の原典として集められている。